# Mechthild von Baden
Mechthild von Baden (* nach 1225; † nach 1258) war Gräfin von Württemberg.

## Leben
Mechthild war die Tochter des Markgrafen Hermann V. von Baden und der Irmengard von der Pfalz. Sie heiratete vor dem 4. April 1251 Graf Ulrich I., den Stifter von Württemberg. Die Hochzeit war für die territoriale Entwicklung Württembergs und Badens von großer Bedeutung. Das Haus Baden verlagerte in dieser Zeit den Schwerpunkt seiner Herrschaft weg von den Besitzungen im mittleren Neckarraum hin zum nördlichen Schwarzwald zwischen Pforzheim und Baden, dem heutigen Baden-Baden. Mit der Heirat kam die spätere Landeshauptstadt Stuttgart zu Württemberg. Nachkommen aus dieser Ehe sind:
- Ulrich II., Graf von Württemberg (* nach 1253; † 1279)
- Agnes (* vor 1264; † 1305)
- Mechthild (* vor 1264; † vor 1284).

Mechthild von Baden wurde in der Stiftskirche Beutelsbach beigesetzt. Ihre Gebeine wurden 1316 oder 1320 nach Stuttgart in die Stiftskirche überführt.